# Jean Neyret
Pour les articles homonymes, voir Neyret.
Ne doit pas être confondu avec Jean-Antoine Neyret.
Jean Neyret, né le 13 mai 1890 à Saint-Étienne (Loire) et décédé le 18 avril 1969 dans la même ville, est un homme politique français.

## Mandats

### Mandats parlementaires
- 29 avril 1928 - 31 mai 1932 : Député de la Loire
- 10 janvier 1933 - 31 décembre 1941 : Sénateur de la Loire

### Mandats locaux
- 1931 - 1940 : Conseiller général du canton de Saint-Héand
- 1934 - 1940 : Président du Conseil général de la Loire

## Décorations

### Décorations officielles
- Croix de guerre 1914-1918
- Médaille d'honneur des épidémies (argent)